# Batagaï
Batagaï (en russe : Батагай) est une commune urbaine de la république de Sakha, en Russie. Sa population s'élevait  à 4 030 habitants en 2013.

## Géographie
Batagaï se trouve en Sibérie orientale, à quelques kilomètres à l'est du fleuve Iana, à 55 km au nord-est de Verkhoïansk, à 667 km au nord-est de Iakoutsk et à 4 721 km à l'est de Moscou.

## Histoire
Batagaï est fondée en 1939 avec pour objectif l'exploitation de gisements d'étain. Les mines et usines, construites par les exilés des camps, produisent de 1943 à 1976. La localité a le statut de commune urbaine depuis 1945. Le 28 janvier 1970, un Antonov An-24 de l'Aeroflot avec à son bord 34 personnes s'écrasait à environ 40 km de l'aéroport, peu avant l'atterrissage.

## Population
Recensements (*) ou estimations de la population
| 1959* | 1970* | 1979* | 1989* |
| ----- | ----- | ----- | ----- |
| 5 821 | 6 318 | 6 414 | 8 385 |

| 2002* | 2010* | 2012  | 2013  |
| ----- | ----- | ----- | ----- |
| 4 589 | 4 369 | 4 173 | 4 030 |

## Cratère de Batagaika
Pour un article plus général, voir Cratère de Batagaika.
À 7 km de la colonie de Batagaï, au pied de la montagne Kirgilyakh, se trouve le cratère de Batagayka, un effondrement thermokarstique du permafrost. Apparu durant les années 1960 à cause de la déforestation, son agrandissement progresse rapidement depuis les années 2000 du fait du réchauffement climatique. En 2017, sa profondeur atteint les 100 mètres ; sa largeur, 800 mètres ; et sa longueur, plus d'un kilomètre. Des os de mammouths, de cerfs et des mammifères préservés se dégagent régulièrement de strates géologiques dégelée parfois vieille de 200 000 ans,.